# Gewerbepark Tauberhöhe
Gewerbepark Tauberhöhe (auch Wohnplatz Kreuzstraße genannt) ist ein Industriegebiet sowie ein Wohnplatz auf der Gemarkung des Weikersheimer Stadtteils Elpersheim im Main-Tauber-Kreis im fränkisch geprägten Nordosten Baden-Württembergs.

## Geographie
Der Gewerbepark Tauberhöhe befindet sich etwa 1,5 Kilometer südöstlich von Elpersheim, etwa zwei Kilometer südsüdwestlich von Weikersheim und etwa 1,5 Kilometer nördlich von Bronn.

## Geschichte
Der Wohnplatz kam als Teil der ehemals selbständigen Gemeinde Elpersheim am 1. März 1972 zur Stadt Weikersheim.

## Kulturdenkmale
Kulturdenkmale in der Nähe des Wohnplatzes sind in der Liste der Kulturdenkmale in Weikersheim verzeichnet.

## Verkehr
Der Ort ist über die K 2853 und über die K 2858 zu erreichen. Vor Ort befinden sich die Straßen Tauberhöhe und Kreuzstraße.